# Cize, Ain

Cize este o comună în departamentul Ain din estul Franței.